# Hoikka-Ulku
Hoikka-Ulku är en sjö i Finland. Den ligger i kommunen Taivalkoski i landskapet Norra Österbotten, i den nordöstra delen av landet, 600 km norr om huvudstaden Helsingfors. Hoikka-Ulku ligger 243 meter över havet. Arean är 28,2 hektar och strandlinjen är 2,73 kilometer lång. Sjön  ingår i Ijo älvs huvudavrinningsområde.   Den sträcker sig 0,8 kilometer i nord-sydlig riktning, och 1,2 kilometer i öst-västlig riktning.